# Нестрино
Нестрино — деревня в восточной части Порховского района Псковской области. Входит в состав сельского поселения «Красноармейская волость».
Расположена в 3 км к юго-западу от города Порхов.

## Население
Численность населения составляет 146 жителей (2000 год).